# Danuta Szaflarska

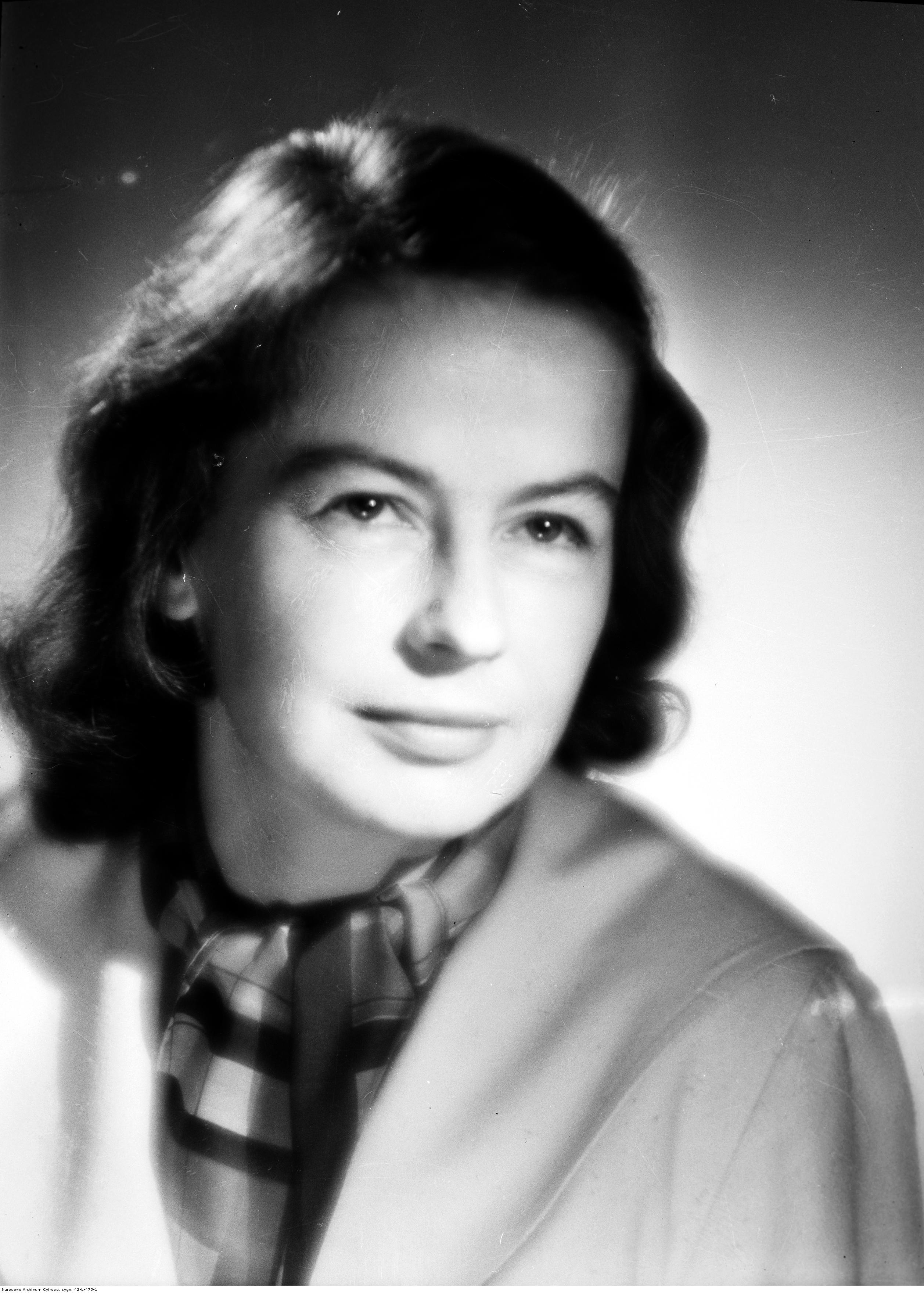
Danuta Szaflarska

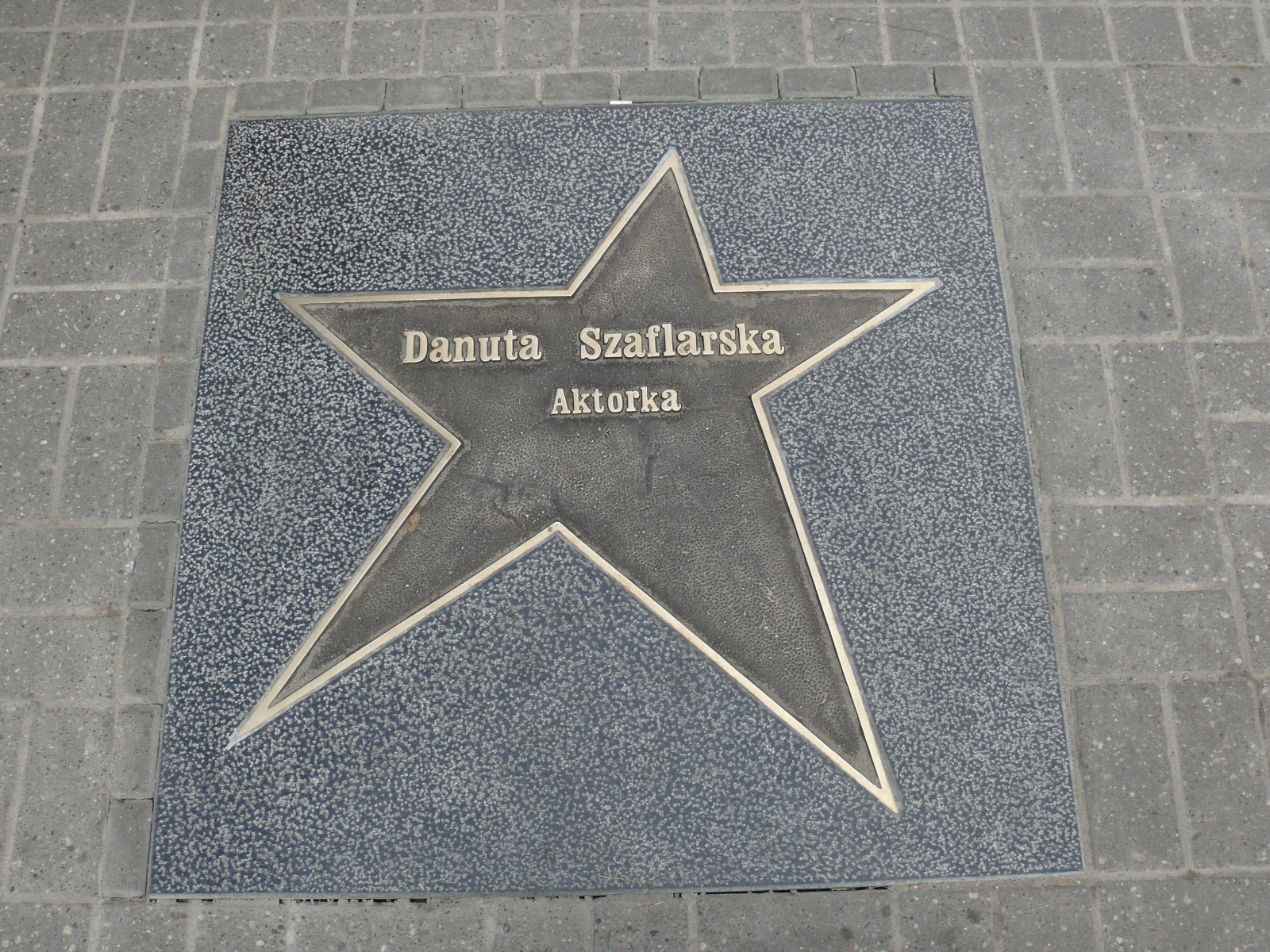
La stella nella Hall of Fame di Łódź.

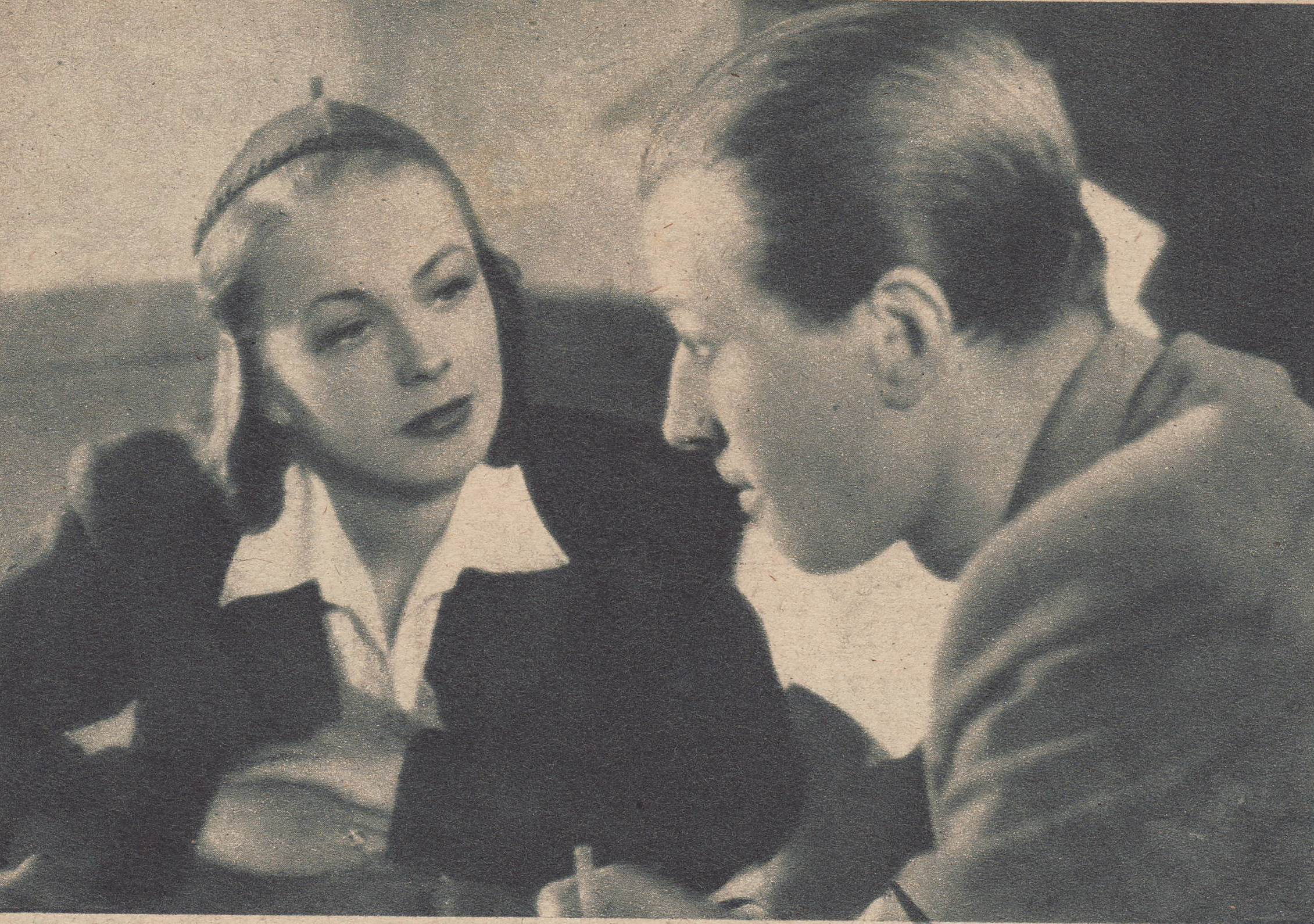
Danuta Szaflarska e Jan Świderski in Zakazane piosenki.

Danuta Szaflarska (daˈnuta ʂafˈlaɾska; Piwniczna-Zdrój, 6 febbraio 1915 – Varsavia, 19 febbraio 2017) è stata un'attrice e doppiatrice polacca di cinema e teatro.

## Biografia
Nacque a Piwniczna-Zdrój (in Galizia, all'epoca nell'Impero austro-ungarico, oggi in Polonia). Sposò il pianista Jan Ekier nel 1942, da cui nacque la figlia Maria. In seguito al divorzio, sposò l'annunciatore radiofonico Janusz Kilański da cui nacque la seconda figlia Agnieszka. Anche questo secondo matrimonio si risolse con un divorzio.

### Carriera
Completò gli studi di recitazione presso il Państwowy Instytut Sztuki Teatralnej nel 1939, ottenne il suo primo ingaggio teatrale nel 1939 al Teatr Polski di Vilnius. Tornò a Varsavia nel 1941 dove continuò a recitare in un teatro clandestino fino al 1943, e poi in un teatro di facciata dell'Armia Krajowa fino alla fine della guerra. Nel 1944 partecipò attivamente alla rivolta di Varsavia con lo pseudonimo di "Młynarzówna" come ufficiale di collegamento di Jan Ciecierski, alias "Rosień". La prima notte dell'insurrezione costruì le barricate a Śródmieście, il giorno dopo fuggì insieme alla madre, alla figlia di un anno e al marito Jan Ekier. Dopo l'insurrezione, lasciò la città distrutta, diretta a Cracovia.
Nel dopoguerra si esibì dapprima al Teatr Stary di Cracovia, dal 1949 al 1954 al Teatr Współczesny e dal 1954 al 1966 nel Teatr Narodowy, questi ultimi entrambi di Varsavia. Dal 1966 al 1985 fu tra i membri del Teatro Drammatico di Varsavia, in seguito continuò come ospite in vari teatri.
La sua attività cinematografica iniziò nel 1946 con il film Dwie Godziny, proiettato solo nel 1957. Nel 1946 interpretò anche il ruolo di protagonista nel film Zakazane Piosenki di Leonard Buczkowski sull'occupazione tedesca a Varsavia. Solo negli anni '90 intensificò l'attività cinematografica soprattutto in ruoli di supporto a donne anziane. Ha compiuto 100 anni nel febbraio 2015.
Nel 2007 ha ricevuto il premio come miglior attrice al Polskie Nagrody Filmowe di Gdynia per il suo ruolo di protagonista in Pora umierać di Dorota Kędzierzawska. Nel 2008 è stata premiata con la Złota Kaczka come migliore attrice polacca del secolo.
È stata insignita della Croce di commendatore e della Croce di commendatore con placca dell'Ordine della Polonia restituta, uno degli Ordini più importanti della Polonia e della Medaglia d'oro Gloria Artis nel 2007.
Fu un'assidua frequentatrice del Teatr Rozmaitości di Varsavia, specializzato in drammi moderni e progressisti, fino al 2016 è apparsa in quattro diversi spettacoli teatrali.

## Filmografia
- Dwie godziny, (1946)
- Zakazane piosenki (Forbidden Songs), (1946)
- Skarb, (1948)
- Warszawska premiera (Warsaw Premiere), (1951)
- Domek z kart, (1953)
- Zemsta, (1956)
- Dziś w nocy umrze miasto, (1961)
- Ludzie z pociągu, (1961)
- Dom bez okien (The Impossible Goodbye), (1962)[9]
- Głos z tamtego świata, (1962)
- To jest twój nowy syn, (1967)
- Pan Samochodzik i templariusze (TV series), (1971)
- Lalka (TV series), (1977)
- Umarli rzucają cień, (1978)
- Wsteczny bieg, (1978)
- Der grüne Vogel (The Green Bird), (1980)
- Valley of the Issa, (1982)
- 5 dni z życia emeryta, (1984)
- Pokój dziecinny, (1986)
- Babisia, (1989)
- Dottor Korczak (Korczak), (1990)
- Donna (Diabły, diabły), (1991)[10]
- Skarga, (1991)
- Pajęczarki, (1993)
- Pożegnanie z Marią, (1993)[11]
- Faustyna, (1994)
- Świt na opak, (1995)
- Spóźniona podróż, (1996)
- Księga wielkich życzeń, (1997)
- Nic, (1998)
- Siedlisko (TV series), (1998)
- Alchemik i dziewica, (1999)
- Egzekutor, (1999)
- Palce lizać (TV series), (1999)
- The Junction, (1999)
- Tydzień z życia mężczyzny, (1999)[12]
- Nieznana opowieść wigilijna, (2000)
- Żółty szalik, (2000)
- Listy miłosne, (2001)
- The Spring to Come, (2001)
- The Spring to Come (TV series), (2002)
- Królowa chmur, (2003)
- Czwarta władza, (2004)
- Ranczo Wilkowyje, (2007)
- Pora umierać, (2007)[13][14][15]
- How Much Does the Trojan Horse Weigh?, (2008)
- Jeszcze nie wieczór (Before Twilight), (2008)
- Ostatnia akcja, (2009)
- Janosik. Prawdziwa historia, (2009)
- Mała matura 1947, (2010)
- Pokłosie (Aftermath), (2012)
- Między nami dobrze jest, (2014)
- Mom and Other Loonies in the Family, (2015)

## Doppiaggio (in lingua polacca)
- Janet Sherwood in Spotkanie nad Łabą
- Rada bogów
- Śmiech w raju
- Yvonne in Czarna teczka
- Pamiętnik majora Thompsona
- Lilli e il vagabondo
- Marynarzu, strzeż się
- Próba terroru
- Wspaniały Red
- Trzy plus dwa
- Julia in Julio, jesteś czarująca
- Miecz i waga
- Kobiety nie bij nawet kwiatem
- Nie do obrony
- Zerwanie
- Sabrina in Trup w każdej szafie
- Kat Ashley in Elisabetta Regina
- Wendy Darling in Hook - Capitan Uncino
- Moud in Prowincjonalne życie (Country Life)
- Madre Teresa in Karol - Un papa rimasto uomo
- Voce narrante in Come d'incanto